# 市道103號
市道103號（龍形－三重），是位於臺灣北部的一條市道，北起新北市八里區頂寮關渡大橋頭，南至新北市三重區三重市區臺北大橋頭，全長9.607公里。

## 支線

### 甲線
市道103甲線（三重－重陽橋），又稱重陽橋聯絡線，全長3.311公里。

## 歷史沿革
主線
- 1966年路線名為臺北－新竹山崎，共78.995k。
- 1976年將龍形－山崎路線改編為台15線（西濱公路），餘龍形－三重，長11.207K。
- 有一支線

甲線
- 1966年路線名為埔和－新竹，共26.125k。
- 1976年改為縣道117線前段。
- 1994年將三重－臺北路線新編為本線。
- 2001年路線名改為三重－重陽橋，長4.790k。

## 行經行政區域
全線均位於新北市境內。
| 八里區 | 頂寮       | 0.000 | 台15線               | 公路起點        |  |  |
| 五股區 | 獅仔頭     | －    | 北56線               | 北56線終點      |  |  |
| 五股區 | －         |       |                      |                 |  |  |
| 五股區 | 成子寮     | 2.681 | 市道107號            | 市道107號起點   |  |  |
| －     |            |       |                      |                 |  |  |
| 蘆洲區 | 南港       | －    | 北64線               | 北64線起點      |  |  |
| 蘆洲區 | 南港       | －    | 北125線              | 0               |  |  |
| 蘆洲區 | 獅頭       | －    | 北125線              | 0               |  |  |
| 蘆洲區 | 獅頭       | －    | （地區道路）         |                 |  |  |
| 蘆洲區 | 王爺宮     | －    | 北61線               | 北61線起點      |  |  |
| 蘆洲區 | 蘆洲市區   | －    | 北64線               |                 |  |  |
| 蘆洲區 | 蘆洲市區   | －    | 北61線               | 北61線終點      |  |  |
| 蘆洲區 | 十一份     | －    | 北61線               | （同上）        |  |  |
| 蘆洲區 | 十一份     | －    | （地區道路）         |                 |  |  |
| 蘆洲區 | 溪墘       | －    | 北126線              | 北126線終點     |  |  |
| 蘆洲區 | 溪墘       | －    | 市道103甲線          | 市道103甲線起點 |  |  |
| 三重區 | 下竹圍     | －    | 北67線               | 北67線起點      |  |  |
| 三重區 | 後竹圍     | －    | 北65線               |                 |  |  |
| 三重區 | 三重交流道 | 8.252 | 國道一號 · 市道104號 | 市道104號起點   |  |  |
| 三重區 | 大竹圍     | 9.607 | 台1甲線              | 公路終點        |  |  |
| 三重區 |            |       |                      |                 |  |  |

甲線
全線均位於新北市境內。
| 蘆洲區 | 溪墘   | 0.000          | 市道103號    | 公路起點 |  |
| 三重區 | 分子尾 | －             | 北62線       |          |  |
| 三重區 | 溪尾   | －             | （地區道路） |          |  |
| 三重區 | 溪尾   | 3.311 公路終點 |              |          |  |
|        |        |                |              |          |  |

已解編路段
| 縣市   | 鄉鎮 市區 | 地點 | 里程 （km） | 交會道路 | 備註       |
| ------ | --------- | ---- | ----------- | -------- | ---------- |
| 臺北市 | 士林區    | 社子 | －          | 台2乙線  | 原公路終點 |
|        |           |      |             |          |            |

## 沿線路名
| 主線 - 龍米路 - 成泰路 - 三民路 - 中山一路 - 三和路 - 福德北路 | 甲線 - 集賢路 |

## 沿線設施與景點
| 主線 - 關渡大橋（ 台15線） - 二重疏洪道 - 蘆洲站（ 中和新蘆線） - 國立空中大學 - 新北市立三民高級中學 - 三民高中站（ 中和新蘆線） - 新北市蘆洲區鷺江國民小學 - 新北市私立徐匯高級中學 - 徐匯中學站（ 中和新蘆線） - 新北市立三和國民中學 - 三和國中站（ 中和新蘆線） - 三重交流道（ 國道一號） - 新北市三重區三重國民小學 - 三重國小站（ 中和新蘆線） - 臺北大橋（ 台1甲線） | 甲線 - 新北市立新北高級中學 - 新北市三重區五華國民小學 |